# Xaver Schlager
Xaver Schlager (Linz, 28 de septiembre de 1997) es un futbolista austriaco que juega en la demarcación de centrocampista para el RasenBallsport Leipzig de la 1. Bundesliga.

## Selección nacional
Tras jugar con la selección de fútbol sub-16 de Austria, la sub-17, la sub-19, la sub-20 y con la sub-21, finalmente debutó con la selección absoluta el 23 de marzo de 2018. Lo hizo en un partido amistoso contra Eslovenia que finalizó con un resultado de 3-0 a favor del combinado austriaco tras los goles de David Alaba y un doblete de Marko Arnautović.

## Estadísticas

### Clubes
Actualizado al último partido disputado el 20 de diciembre de 2024.
| Club                         | Div.          | Temporada     | Liga  | Liga  | Copas nacionales | Copas nacionales | Copas internacionales | Copas internacionales | Total | Total |
| Club                         | Div.          | Temporada     | Part. | Goles | Part.            | Goles            | Part.                 | Goles                 | Part. | Goles |
| ---------------------------- | ------------- | ------------- | ----- | ----- | ---------------- | ---------------- | --------------------- | --------------------- | ----- | ----- |
| F. C. Liefering · Austria    | 2.ª           | 2014-15       | 11    | 0     | —                | —                | —                     | —                     | 11    | 0     |
| F. C. Liefering · Austria    | 2.ª           | 2015-16       | 22    | 3     | —                | —                | —                     | —                     | 22    | 3     |
| F. C. Liefering · Austria    | 2.ª           | 2016-17       | 11    | 4     | —                | —                | —                     | —                     | 11    | 4     |
| F. C. Liefering · Austria    | 2.ª           | 2017-18       | 2     | 0     | —                | —                | —                     | —                     | 2     | 0     |
| F. C. Liefering · Austria    | Total club    | Total club    | 46    | 7     | 0                | 0                | 0                     | 0                     | 46    | 7     |
| Red Bull Salzburgo · Austria | 1.ª           | 2015-16       | 2     | 0     | 0                | 0                | 0                     | 0                     | 2     | 0     |
| Red Bull Salzburgo · Austria | 1.ª           | 2016-17       | 13    | 1     | 2                | 0                | 2                     | 1                     | 17    | 2     |
| Red Bull Salzburgo · Austria | 1.ª           | 2017-18       | 26    | 1     | 4                | 0                | 14                    | 0                     | 44    | 1     |
| Red Bull Salzburgo · Austria | 1.ª           | 2018-19       | 26    | 5     | 6                | 2                | 12                    | 1                     | 44    | 8     |
| Red Bull Salzburgo · Austria | Total club    | Total club    | 67    | 7     | 12               | 2                | 28                    | 2                     | 107   | 11    |
| VfL Wolfsburgo II · Alemania | 4.ª           | 2019-20       | 1     | 0     | —                | —                | —                     | —                     | 1     | 0     |
| VfL Wolfsburgo II · Alemania | Total club    | Total club    | 1     | 0     | 0                | 0                | 0                     | 0                     | 1     | 0     |
| VfL Wolfsburgo · Alemania    | 1.ª           | 2019-20       | 23    | 1     | 0                | 0                | 5                     | 0                     | 28    | 1     |
| VfL Wolfsburgo · Alemania    | 1.ª           | 2020-21       | 32    | 2     | 3                | 0                | 3                     | 0                     | 38    | 2     |
| VfL Wolfsburgo · Alemania    | 1.ª           | 2021-22       | 14    | 0     | 1                | 0                | —                     | —                     | 15    | 0     |
| VfL Wolfsburgo · Alemania    | Total club    | Total club    | 69    | 3     | 4                | 0                | 8                     | 0                     | 81    | 3     |
| R. B. Leipzig · Alemania     | 1.ª           | 2022-23       | 22    | 1     | 4                | 0                | 7                     | 0                     | 33    | 1     |
| R. B. Leipzig · Alemania     | 1.ª           | 2023-24       | 29    | 0     | 3                | 0                | 8                     | 1                     | 40    | 1     |
| R. B. Leipzig · Alemania     | 1.ª           | 2024-25       | 4     | 0     | 1                | 0                | 0                     | 0                     | 5     | 0     |
| R. B. Leipzig · Alemania     | Total club    | Total club    | 55    | 1     | 8                | 0                | 15                    | 1                     | 78    | 2     |
| Total carrera                | Total carrera | Total carrera | 238   | 18    | 24               | 2                | 51                    | 3                     | 313   | 23    |

## Palmarés

### Títulos nacionales
| Título                | Club                  | País     | Año  |
| --------------------- | --------------------- | -------- | ---- |
| Bundesliga            | FC Red Bull Salzburgo | Austria  | 2016 |
| Copa de Austria       | FC Red Bull Salzburgo | Austria  | 2016 |
| Bundesliga            | FC Red Bull Salzburgo | Austria  | 2017 |
| Copa de Austria       | FC Red Bull Salzburgo | Austria  | 2017 |
| Bundesliga            | FC Red Bull Salzburgo | Austria  | 2018 |
| Copa de Austria       | FC Red Bull Salzburgo | Austria  | 2019 |
| Bundesliga            | FC Red Bull Salzburgo | Austria  | 2019 |
| Copa de Alemania      | R. B. Leipzig         | Alemania | 2023 |
| Supercopa de Alemania | R. B. Leipzig         | Alemania | 2023 |

### Títulos internacionales
| Título                  | Club                  | País  | Año  |
| ----------------------- | --------------------- | ----- | ---- |
| Liga Juvenil de la UEFA | FC Red Bull Salzburgo | Suiza | 2017 |